# 8423 Макао
8423 Макао (8423 Macao) — астероїд головного поясу, відкритий 11 січня 1997 року.
Тіссеранів параметр щодо Юпітера — 3,162.